# Standbeeld van Hans Egede

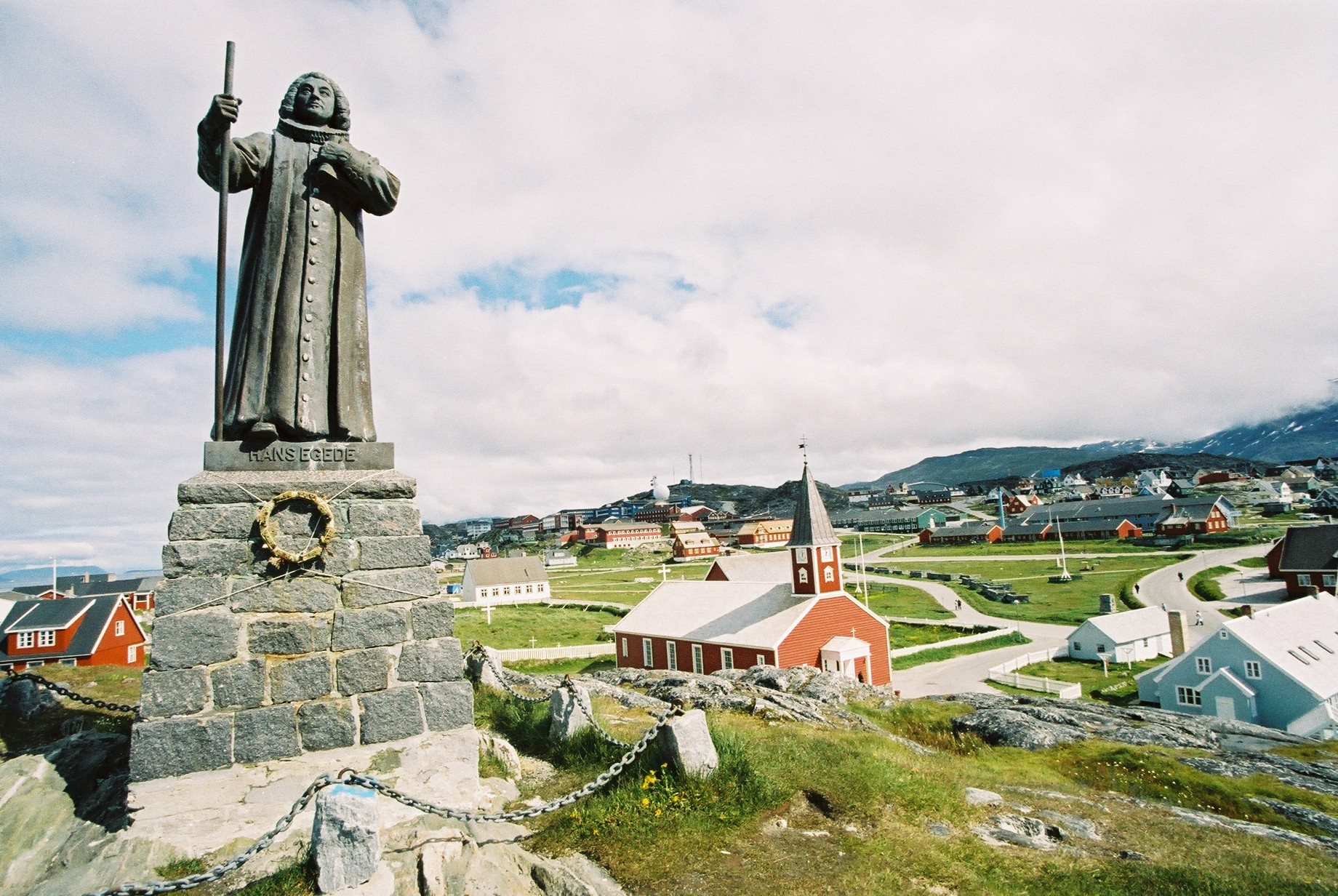
Het standbeeld van Hans Egede in Nuuk.

Het standbeeld van Hans Egede is een prominent monument in Nuuk, Groenland. Het herdenkt de Deens-Noorse lutheraanse missionaris Hans Egede die Nuuk oprichtte in 1728. Het standbeeld ligt op een heuvel nabij de kathedraal en het oude gedeelte van de stad.